# Mademoiselle Modiste (película)
Mademoiselle Modiste es una película muda de romance, estrenada en 1926 y que fue producida y protagonizada Corinne Griffith y distribuida por First National Pictures. Robert Z. Leonard dirigió a Griffith en una historia basada en un popular opereta de 1905 de Victor Herbert en Broadway, Mlle. Modiste, con libreto de Henry Martyn Blossom, similar a la película de MGM The Merry Widow. Actualmente es considerada una película perdida.
La historia se volvió a filmar en 1931, ya sonora, como Kiss Me Again.

## Reparto
- Corinne Griffith como Fifi
- Norman Kerry como Etienne
- Willard Louis como Hiram Bent
- Dorothy Cumming como Marianne
- Rose Dione como Madame Claire
- Peggy Blake (rol indeterminado)